# Llista de Béns Culturals d'Interès Nacional del Vallès Oriental
Llista de Béns Culturals d'Interès Nacional del Vallès Oriental inscrits en el Registre de Béns Culturals d'Interès Nacional (BCIN) del Departament de Cultura de la Generalitat de Catalunya per a la comarca del Vallès Oriental. Inclou els béns immobles més rellevants del patrimoni cultural que tenen la categoria de protecció de major rang com a unitat singular, conjunt, espai o zona amb valors culturals, històrics o tècnics.
L'any 2018, el Vallès Oriental comptava amb 51 béns culturals d'interès nacional classificats en 47 monuments històrics i 4 zones arqueològiques. A continuació es mostren les últimes dades disponibles.

## Patrimoni arquitectònic
| Monument                                                         | Protecció       | Estil/època                                | Localització                                                                                       | Coordenades                                          | Codi?         | Imatge |
| ---------------------------------------------------------------- | --------------- | ------------------------------------------ | -------------------------------------------------------------------------------------------------- | ---------------------------------------------------- | ------------- | --- |
| Can Draper                                                       | BCIN 469-MH     | Renaixement XVI                            | L'Ametlla del Vallès A 200 m de l'autovia de l'Ametlla                                             | 41° 39′ 43″ N, 2° 15′ 53″ E / 41.662019°N,2.264634°E | RI-51-0005173 | Can Draper (l'Ametlla del Vallès) · Vegeu més fotos d'aquest monument · Carregueu una nova foto d'aquest monument                              |
| Castell de Montbui                                               | BCIN 545-MH     | Romànic Medieval                           | Bigues i Riells del Fai Turó al capdamunt de la Urbanització del Castell de Montbui                | 41° 39′ 51″ N, 2° 10′ 37″ E / 41.664091°N,2.176986°E | RI-51-0005207 | Castell de Montbui (Bigues i Riells del Fai) · Vegeu més fotos d'aquest monument · Carregueu una nova foto d'aquest monument                   |
| La Torre                                                         | BCIN 794-MH     | Gòtic XVI                                  | Bigues i Riells del Fai Camí de la Torre, passat el riu Tenes cap a la urbanització els Manantials | 41° 40′ 31″ N, 2° 12′ 16″ E / 41.675282°N,2.204560°E | RI-51-0005208 | La Torra (Bigues i Riells del Fai) · Vegeu més fotos d'aquest monument · Carregueu una nova foto d'aquest monument                             |
| Sant Miquel del Fai                                              | BCIN 795-MH     | Romànic, gòtic XVI                         | Bigues i Riells del Fai Riells. Sota els cingles del Bertí, a la capçalera de la Vall del Tenes    | 41° 42′ 58″ N, 2° 11′ 26″ E / 41.716090°N,2.190473°E | RI-51-0005209 | Sant Miquel del Fai (Bigues i Riells del Fai) · Vegeu més fotos d'aquest monument · Carregueu una nova foto d'aquest monument                  |
| Banys o termes romanes                                           | BCIN 94-MH      | Romà                                       | Caldes de Montbui Pl. de la Font del Lleó, 3                                                       | 41° 38′ 04″ N, 2° 09′ 42″ E / 41.634485°N,2.161584°E | RI-51-0000446 | Banys o termes romanes (Caldes de Montbui) · Vegeu més fotos d'aquest monument · Carregueu una nova foto d'aquest monument                     |
| Muralla i torre de la Presó                                      | BCIN 579-MH     | Obra popular XI, XIX                       | Caldes de Montbui C. Major, 103                                                                    | 41° 38′ 07″ N, 2° 09′ 47″ E / 41.635221°N,2.163085°E | RI-51-0005224 | Muralla i torre de la Presó (Caldes de Montbui) · Vegeu més fotos d'aquest monument · Carregueu una nova foto d'aquest monument                |
| La Torre Roja                                                    | BCIN 580-MH     | Romànic X                                  | Caldes de Montbui i Sentmenat. Ctra. de Caldes a Sentmenat, cim del turó de la Torre Roja.         | 41° 37′ 59″ N, 2° 08′ 37″ E / 41.633088°N,2.143523°E | RI-51-0005225 | La Torre Roja (Caldes de Montbui i Sentmenat) · Vegeu més fotos d'aquest monument · Carregueu una nova foto d'aquest monument                  |
| Castell de Cànoves                                               | BCIN 616-MH     | XII                                        | Cànoves i Samalús                                                                                  | 41° 41′ 57″ N, 2° 21′ 14″ E / 41.699210°N,2.353935°E | RI-51-0005233 | Castell de Cànoves (Cànoves i Samalús) · Vegeu més fotos d'aquest monument · Carregueu una nova foto d'aquest monument                         |
| Castell de Samalús, o Can Bori                                   | BCIN 617-MH     | Historicisme XVI, XX                       | Cànoves i Samalús                                                                                  | 41° 41′ 28″ N, 2° 18′ 51″ E / 41.691201°N,2.314038°E | RI-51-0005234 | Castell de Samalús (Cànoves i Samalús) · Vegeu més fotos d'aquest monument · Carregueu una nova foto d'aquest monument                         |
| Castell de Montmany, Castell dels Moros, del Prat o de la Rovira | BCIN 1089-MH    | Romànic XI                                 | Figaró-Montmany Montmany                                                                           | 41° 43′ 18″ N, 2° 15′ 01″ E / 41.721550°N,2.250208°E | RI-51-0005554 | Castell de Montmany (Figaró-Montmany) · Vegeu més fotos d'aquest monument · Carregueu una nova foto d'aquest monument                          |
| Torre de Puiggraciós                                             | BCIN 1090-MH    | Obra popular XIX                           | Figaró-Montmany Santuari de Puiggraciós                                                            | 41° 42′ 22″ N, 2° 14′ 55″ E / 41.706085°N,2.248531°E | RI-51-0005555 | Torre de Puiggraciós (Figaró-Montmany) · Vegeu més fotos d'aquest monument · Carregueu una nova foto d'aquest monument                         |
| Església de Santa Maria de Llerona, o Església de la Nativitat   | BCIN 109-MH     | Romànic, gòtic, barroc XII-XIII, XV-XVIII  | Les Franqueses del Vallès Llerona                                                                  | 41° 38′ 59″ N, 2° 18′ 01″ E / 41.649721°N,2.300164°E | RI-51-0004366 | Església de Santa Maria de Llerona (les Franqueses del Vallès) · Vegeu més fotos d'aquest monument · Carregueu una nova foto d'aquest monument |
| Torre de Seva                                                    | BCIN 871-MH     | Gòtic-renaixement XIV, XVI                 | Les Franqueses del Vallès Cra. de Corró d'Avall BV-5151, km 2,8, Marata                            | 41° 38′ 47″ N, 2° 18′ 59″ E / 41.646404°N,2.316303°E | RI-51-0005479 | Torre de Seva (les Franqueses del Vallès) · Vegeu més fotos d'aquest monument · Carregueu una nova foto d'aquest monument                      |
| Torre de Marata, ara dit Can Torrassa                            | BCIN 872-MH     | Obra popular Medieval                      | Les Franqueses del Vallès                                                                          | 41° 38′ 47″ N, 2° 19′ 23″ E / 41.646379°N,2.323189°E | RI-51-0005480 | Torre de Marata (les Franqueses del Vallès) · Vegeu més fotos d'aquest monument · Carregueu una nova foto d'aquest monument                    |
| Casa de la Vila i antigues escoles                               | BCIN 4409-MH-EN | Modernisme 1912                            | Les Franqueses del Vallès Ctra. de Ribes, 12, Corró d'Avall                                        | 41° 38′ 11″ N, 2° 17′ 50″ E / 41.63628°N,2.29721°E   | IPA-28788     | Casa de la Vila (les Franqueses del Vallès) · Vegeu més fotos d'aquest monument · Carregueu una nova foto d'aquest monument                    |
| Casa Barbey, o Casa Juli Barbey i Poinsard                       | BCIN 340-MH-EN  | Modernisme Joaquim Raspall XX              | La Garriga Passeig, 5                                                                              | 41° 41′ 00″ N, 2° 17′ 13″ E / 41.683273°N,2.287064°E | RI-51-0009959 | Casa Barbey (la Garriga) · Vegeu més fotos d'aquest monument · Carregueu una nova foto d'aquest monument                                       |
| Rosanes, Casal de Rosanes, Castell de Rosanes                    | BCIN 880-MH     | Gòtic XIII, XVI-XVII                       | La Garriga                                                                                         | 41° 39′ 47″ N, 2° 16′ 53″ E / 41.663053°N,2.281510°E | RI-51-0005483 | Rosanes (la Garriga) · Vegeu més fotos d'aquest monument · Carregueu una nova foto d'aquest monument                                           |
| La Bombonera, Casa Cecília Reig, Mansana Raspall                 | BCIN 1963-MH-EN | Modernisme Joaquim Raspall XX (1910)       | La Garriga Passeig, 3                                                                              | 41° 41′ 00″ N, 2° 17′ 15″ E / 41.683438°N,2.287543°E | RI-51-0009962 | La Bombonera (la Garriga) · Vegeu més fotos d'aquest monument · Carregueu una nova foto d'aquest monument                                      |
| Torre Iris, Casa Cecília Reig, Mansana Raspall                   | BCIN 1964-MH-EN | Modernisme Joaquim Raspall XX              | La Garriga Passeig, 1 - Figueral, 50                                                               | 41° 41′ 01″ N, 2° 17′ 15″ E / 41.683636°N,2.287505°E | RI-51-0009960 | Torre Iris (la Garriga) · Vegeu més fotos d'aquest monument · Carregueu una nova foto d'aquest monument                                        |
| Casa Barraquer, Casa Joaquim Barraquer i de Ros                  | BCIN 1965-MH-EN | Modernisme Joaquim Raspall XX (1910)       | La Garriga Passeig 7 - c. Caselles                                                                 | 41° 40′ 59″ N, 2° 17′ 16″ E / 41.683177°N,2.287666°E | RI-51-0009961 | Casa Barraquer (la Garriga) · Vegeu més fotos d'aquest monument · Carregueu una nova foto d'aquest monument                                    |
| Torre de Pinós                                                   | BCIN 916-MH     | XIV                                        | Granollers Ctra. de Cardedeu, a 300 m                                                              | 41° 36′ 50″ N, 2° 17′ 59″ E / 41.613991°N,2.299688°E | RI-51-0005495 | Torre de Pinós (Granollers) · Vegeu més fotos d'aquest monument · Carregueu una nova foto d'aquest monument                                    |
| Torre de les Aigües                                              | BCIN 917-MH     | XV-XVI                                     | Granollers Camí de la Torre de les Aigües, Palou                                                   | 41° 35′ 19″ N, 2° 16′ 47″ E / 41.588577°N,2.279849°E | RI-51-0005496 | Torre de les Aigües (Granollers) · Vegeu més fotos d'aquest monument · Carregueu una nova foto d'aquest monument                               |
| Restes del recinte emmurallat de Granollers                      | BCIN 918-MH     | XVI-XVII                                   | Granollers C. Constància, c. de Sant Cristòfol, corredossos de Sant Cristòfol i Sant Roc           | 41° 36′ 32″ N, 2° 17′ 17″ E / 41.608916°N,2.287918°E | RI-51-0005494 | Restes del recinte emmurallat (Granollers) · Vegeu més fotos d'aquest monument · Carregueu una nova foto d'aquest monument                     |
| Porxada                                                          | BCIN 3868-MH-EN | Renaixement XVI                            | Granollers Pl. Porxada                                                                             | 41° 36′ 29″ N, 2° 17′ 16″ E / 41.608131°N,2.287700°E | RI-51-0011586 | Porxada (Granollers) · Vegeu més fotos d'aquest monument · Carregueu una nova foto d'aquest monument                                           |
| Can Coll                                                         | BCIN 988-MH     | XVI                                        | Lliçà de Vall Ctra. C-155 km 13,5                                                                  | 41° 35′ 06″ N, 2° 14′ 24″ E / 41.584941°N,2.239993°E | RI-51-0005511 | Can Coll (Lliçà de Vall) · Vegeu més fotos d'aquest monument · Carregueu una nova foto d'aquest monument                                       |
| Castellnou de Llinars                                            | BCIN 148-MH     | Renaixement XVI                            | Llinars del Vallès Baixada del Castell                                                             | 41° 38′ 25″ N, 2° 24′ 12″ E / 41.640369°N,2.403377°E | RI-51-0005089 | Castellnou de Llinars (Llinars del Vallès) · Vegeu més fotos d'aquest monument · Carregueu una nova foto d'aquest monument                     |
| Castellvell del Far o de Llinars                                 | BCIN 991-MH     | Obra popular Medieval                      | Llinars del Vallès                                                                                 | 41° 37′ 35″ N, 2° 24′ 26″ E / 41.626471°N,2.407100°E | RI-51-0005512 | Castellvell del Far (Llinars del Vallès) · Vegeu més fotos d'aquest monument · Carregueu una nova foto d'aquest monument                       |
| Torrassa del Moro                                                | BCIN 992-MH     | Romà, obra popular Medieval, XIX           | Llinars del Vallès                                                                                 | 41° 37′ 08″ N, 2° 23′ 10″ E / 41.618802°N,2.386024°E | RI-51-0005513 | Torrassa del Moro (Llinars del Vallès) · Vegeu més fotos d'aquest monument · Carregueu una nova foto d'aquest monument                         |
| Creu de terme de Llinars                                         | BCIN 4529-MH    | Gòtic XVI                                  | Llinars del Vallès Al camí a prop de can Llobera                                                   | 41° 38′ 36″ N, 2° 24′ 48″ E / 41.643404°N,2.413397°E | IPA-29077     | Creu de terme de Llinars (Llinars del Vallès) · Vegeu més fotos d'aquest monument · Carregueu una nova foto d'aquest monument                  |
| Creu de terme del cementiri                                      | BCIN 4532-MH    | Gòtic XVI                                  | Llinars del Vallès Cementiri municipal                                                             | 41° 38′ 35″ N, 2° 23′ 33″ E / 41.643183°N,2.392561°E | IPA-50884     | Creu de terme del cementiri (Llinars del Vallès) · Modifica el valor a Wikidata · Carregueu una nova foto d'aquest monument                    |
| Castell de Montornès                                             | BCIN 1717-MH    | Medieval                                   | Montornès del Vallès i Vallromanes                                                                 | 41° 31′ 39″ N, 2° 16′ 20″ E / 41.527584°N,2.272132°E | RI-51-0005556 | Castell de Montornès (Montornès del Vallès i Vallromanes) · Vegeu més fotos d'aquest monument · Carregueu una nova foto d'aquest monument      |
| Torre de Cellers                                                 | BCIN 1204-MH    | Gòtic XIV-XV                               | Parets del Vallès                                                                                  | 41° 33′ 48″ N, 2° 14′ 22″ E / 41.563255°N,2.239574°E | RI-51-0005586 | Torre de Cellers (Parets del Vallès) · Vegeu més fotos d'aquest monument · Carregueu una nova foto d'aquest monument                           |
| Castell de la Roca                                               | BCIN 1376-MH    | Gòtic Medieval, XX                         | La Roca del Vallès Turó del Castell                                                                | 41° 35′ 29″ N, 2° 19′ 41″ E / 41.591486°N,2.328185°E | RI-51-0005616 | Castell de la Roca (la Roca del Vallès) · Vegeu més fotos d'aquest monument · Carregueu una nova foto d'aquest monument                        |
| Castell de Bell-lloc                                             | BCIN 1377-MH    | Romànic                                    | La Roca del Vallès Barri de Bell-lloc                                                              | 41° 37′ 33″ N, 2° 20′ 07″ E / 41.625938°N,2.335325°E | RI-51-0005617 | Castell de Bell-lloc (la Roca del Vallès) · Vegeu més fotos d'aquest monument · Carregueu una nova foto d'aquest monument                      |
| Casal de Vilalba                                                 | BCIN 1378-MH    | Historicisme XII, XIX                      | La Roca del Vallès Ctra. BV-5105 a Cardedeu, km 4,5                                                | 41° 37′ 51″ N, 2° 20′ 58″ E / 41.630708°N,2.349447°E | RI-51-0005618 | Casal de Vilalba (la Roca del Vallès) · Vegeu més fotos d'aquest monument · Carregueu una nova foto d'aquest monument                          |
| Torre de Sant Miquel                                             | BCIN 3974-MH    | Obra popular Medieval                      | La Roca del Vallès Ctra. BV-1415c de Mataró a Granollers                                           | 41° 34′ 57″ N, 2° 21′ 12″ E / 41.582536°N,2.353428°E | IPA-36697     | Carregueu una nova foto d'aquest monument |
| Escut de Can Messeguer                                           | BCIN 4112-MH    | Obra popular                               | La Roca del Vallès Barri de Bell-lloc                                                              | 41° 36′ 40″ N, 2° 20′ 53″ E / 41.61123°N,2.34802°E   | dp            | Carregueu una nova foto d'aquest monument |
| Recinte emmurallat                                               | BCIN 1445-MH    | XII-XIV                                    | Sant Celoni                                                                                        | 41° 41′ 30″ N, 2° 29′ 35″ E / 41.691719°N,2.493155°E | RI-51-0005634 | Recinte emmurallat (Sant Celoni) · Vegeu més fotos d'aquest monument · Carregueu una nova foto d'aquest monument                               |
| Castell de Montclús                                              | BCIN 1450-MH    | Romànic XI, XIV                            | Sant Esteve de Palautordera                                                                        | 41° 43′ 21″ N, 2° 25′ 57″ E / 41.722626°N,2.432391°E | RI-51-0005636 | Castell de Montclús (Sant Esteve de Palautordera) · Vegeu més fotos d'aquest monument · Carregueu una nova foto d'aquest monument              |
| Casa de Palau o Castell de Fluvià                                | BCIN 1451-MH    | Romànic, obra popular XII, XVIII, XX Inici | Sant Esteve de Palautordera                                                                        | 41° 43′ 19″ N, 2° 24′ 54″ E / 41.721989°N,2.415121°E | RI-51-0005637 | Casa de Palau (Sant Esteve de Palautordera) · Vegeu més fotos d'aquest monument · Carregueu una nova foto d'aquest monument                    |
| Casal del Villar                                                 | BCIN 1457-MH    | Gòtic-Renaixement, romànic XII             | Sant Feliu de Codines                                                                              | 41° 40′ 54″ N, 2° 10′ 12″ E / 41.681579°N,2.169918°E | RI-51-0005638 | Casal del Villar (Sant Feliu de Codines) · Vegeu més fotos d'aquest monument · Carregueu una nova foto d'aquest monument                       |
| La Força, Campanar de Sant Pere de Vilamajor, la Torre Roja      | BCIN 1530-MH    | Romànic XI                                 | Sant Pere de Vilamajor                                                                             | 41° 41′ 03″ N, 2° 23′ 18″ E / 41.684045°N,2.388200°E | RI-51-0005674 | La Força (Sant Pere de Vilamajor) · Vegeu més fotos d'aquest monument · Carregueu una nova foto d'aquest monument                              |
| Castell de Castellruf                                            | BCIN 1029-MH    | XI-XII                                     | Santa Maria de Martorelles                                                                         | 41° 30′ 53″ N, 2° 15′ 59″ E / 41.514733°N,2.266325°E | RI-51-0005530 | Carregueu una nova foto d'aquest monument |
| Torre campanar                                                   | BCIN 1421-MH    | Romànic XIII, XVI                          | Santa Maria de Palautordera Pl. de Santa Maria                                                     | 41° 41′ 34″ N, 2° 26′ 41″ E / 41.692682°N,2.444670°E | RI-51-0005707 | Torre-campanar (Santa Maria de Palautordera) · Vegeu més fotos d'aquest monument · Carregueu una nova foto d'aquest monument                   |
| Castell de Tagamanent                                            | BCIN 1587-MH    | Obra popular XVII, XVIII                   | Tagamanent                                                                                         | 41° 44′ 51″ N, 2° 17′ 44″ E / 41.747482°N,2.295603°E | RI-51-0005727 | Castell de Tagamanent · Vegeu més fotos d'aquest monument · Carregueu una nova foto d'aquest monument                                          |
| La Pedralba                                                      | BCIN 1588-MH    | XV-XVII                                    | Tagamanent                                                                                         | 41° 44′ 35″ N, 2° 16′ 05″ E / 41.743119°N,2.267992°E | RI-51-0005728 | La Pedralba (Tagamanent) · Modifica el valor a Wikidata · Carregueu una nova foto d'aquest monument                                            |
| Vallfornés                                                       | BCIN 1589-MH    | Obra popular XVII                          | Tagamanent Sobre el pantà de Vallforners                                                           | 41° 44′ 20″ N, 2° 19′ 52″ E / 41.738940°N,2.331196°E | IPA-1792      | Vallfornés (Tagamanent) · Vegeu més fotos d'aquest monument · Carregueu una nova foto d'aquest monument                                        |

## Patrimoni arqueològic
La Pedra de les Orenetes, de la Roca del Vallès, està inscrita com a Patrimoni de la Humanitat formant part de l'art rupestre de l'arc mediterrani de la península Ibèrica.
| Monument                               | Protecció       | Estil/època | Localització                                        | Coordenades                                          | Codi?         | Imatge |
| -------------------------------------- | --------------- | --- | --------------------------------------------------- | ---------------------------------------------------- | ------------- | --- |
| Vil·la romana de Can Terrers o Terrés  | BCIN 2009-ZA    | Lloc d'habitació amb estructures conservades, vil·la. Des de Romà República a Romà Baix Imperi (-100/476). Medieval (400/1492) | La Garriga Can Terrers                              | 41° 40′ 13″ N, 2° 17′ 18″ E / 41.670403°N,2.288203°E | RI-55-0000577 | Vil·la romana de Can Terrers (la Garriga) · Vegeu més fotos d'aquest monument · Carregueu una nova foto d'aquest monument         |
| Jaciment de Can Tacó o Turó d'en Roïna | BCIN 3966-ZA    | Assentament militar, altres. Des de Ferro-Ibèric Final a Romà August (-200/14)                                                 | Montmeló i Montornès del Vallès                     | 41° 33′ 00″ N, 2° 15′ 27″ E / 41.549966°N,2.257438°E | IPAPC-1997    | Jaciment de Can Tacó (Montmeló i Montornès del Vallès) · Modifica el valor a Wikidata · Carregueu una nova foto d'aquest monument |
| Pedra de les Creus                     | BCIN 2011-ZA    | Lloc amb representació gràfica sobre pedra, gravat. Des de Calcolític a Bronze (-2200/-650)                                    | La Roca del Vallès Camí de Céllecs, bosc de Can Gol | 41° 34′ 04″ N, 2° 19′ 24″ E / 41.567715°N,2.323358°E | IPAPC-2050    | Pedra de les Creus (la Roca del Vallès) · Vegeu més fotos d'aquest monument · Carregueu una nova foto d'aquest monument           |
| Pedra de les Orenetes                  | PH BCIN 2010-ZA | Lloc amb representació gràfica sobre pedra, pintura. Calcolític (-2200/-1800)                                                  | La Roca del Vallès Camí de Céllecs                  | 41° 34′ 00″ N, 2° 19′ 28″ E / 41.566718°N,2.324458°E | RI-55-0000326 | Pedra de les Orenetes (la Roca del Vallès) · Vegeu més fotos d'aquest monument · Carregueu una nova foto d'aquest monument        |

A més, alguns monuments històrics estan inclosos també en l'Inventari del Patrimoni Arqueològic i Paleontològic de Catalunya (IPAPC) per tenir protegit igualment el seu subsol o l'entorn.